# Municipalité de Minatitlán
La municipalité de Minatitlán est l'une des 212 municipalités de l'État de Veracruz, et est située à l'extrémité sud-est de cet État. Établie dans la basse vallée du fleuve Río Coatzacoalcos, essentiellement sur sa rive orientale, elle fait partie de l'isthme de Tehuantepec, dont elle occupe la partie nord. Elle est proche de l'embouchure Río Coatzacoalcos et de la ville industrielle et portuaire de Coatzacoalcos, située plus au nord. Sa capitale est la ville éponyme de Minatitlán. Elle fait également partie de la Région Olmeca, qui est l'une des subdivisions administratives de l'État de Veracruz.

## Géographie
La municipalité de Minatitlán s'étend du nord au sud, dans le bassin du Río Coatzacoalcos, dont elle occupe les deux rives à son extrémité nord, où est établi son chef-lieu éponyme. Ses limites s'appuient à l'ouest sur la rivière El Corte, à l'est sur la rivière Uxpanapa, toute affluentes du fleuve Coatzacoalcos. Elles prennent appui à l'extrême sud sur les premiers reliefs de la chaîne de montagnes de la Sierra Madre de Chiapas. Elle fait partie de l'isthme de Tehuantepec, dont la vallée du Río Coatzacoalcos constitue le couloir de communication principal entre les océans Atlantique et Pacifique. D'une superficie de 2115,2 km2, et d'une population de 157 840 habitants en 2010, elle présente une densité de 74,6 habitants par km2.
Elle est limitrophe des municipalités de Moloacán et Ixhuatlán del Sureste, au nord-ouest de celle de Cosoleacaque, à l'ouest de celles de Jáltipan et de Hidalgotitlán, au sud de celle d'Uxpanapa, et à l'est de celle de Las Choapas.
Elle fait partie de la "Zona metropolitana de Minatitlán", réunissant les municipalités de Chinameca, Cosoleacaque, Jáltipan, Minatitlán, Oteapan et Zaragoza, qui regroupe une population totale de 329228 habitants.
L'agglomération de Minatitlán a la particularité d'être partagée entre la municipalité éponyme de Minatitlán et dont elle est le chef-lieu, et celle de Cosoleacaque, qui en occupe la périphérie nord-ouest.

## Composition et démographie
La municipalité est composée en 2010 de 293 localités, dont 3 sont considérées comme urbaines, les autres étant rurales.
| Localité              | Population |
| --------------------- | ---------- |
| Minatitlán            | 112 046    |
| Mapachapa             | 3446       |
| Capoacan              | 2504       |
| Las Lomas             | 1189       |
| Rancho Nuevo Carrizal | 1091       |
| Reste des localités   | 37 564     |
| Total population      | 157 840    |

En plus de l'espagnol, plusieurs langues amérindiennes sont parlées dans la municipalité, dont les principales sont par ordre d'importance : le nahuatl, le totonaque et le zapotèque.

## Histoire
La ville éponyme de Minatitlán est fondée en 1826 par Tadeo Ortíz sur un terrain donné par Francisco de Lara y Vargas. Elle prend pour partie le nom du Francisco Javier Mina, combattant de la guerre d'indépendance du Mexique, fusillé en 1817. Elle est obtient le statut de "ciudad" (ville) en 1910.
En 1961, la création de la municipalité de Las Choapas, située à l'est, a pour conséquence la perte d'une partie du territoire de celle de Minatitlán.
Sa limite avec la municipalité de Hidalgotitlán est établie par décret en 1963.

## Économie

### Agriculture et élevage
La superficie des parcelles semées représentait, en 2013, 19 201 hectares, parmi lesquels 18 200 hectares de maïs, 400 hectares de haricots et 162 hectares d'oranges.
En 2013, la production de viande par tonnes comprenait 14 946 tonnes de viande bovine, 1965,4 tonne de viande porcine, 155,7 tonnes de viande ovine, 914,9 tonnes de volailles, et 47,2 tonnes de dinde. La superficie vouée à l'élevage représentait alors 220 232.

### Pétrochimie et chimie
La ville de Minatitlán possède une importante raffinerie de pétrole dénommée "Refinería General Lázaro Cárdenas del Río", du nom de l'ancien président mexicain Lázaro Cárdenas. Elle est la propriété de la compagnie Pemex. La ville portuaire de Coatzacoalcos possède un important terminal pétrolier permettant d'en exporter la production.
Dans ses quartiers nord-ouest, gérés par la municipalité de Cosoleacaque, elle possède un important complexe chimique produisant de l'ammoniac pour le secteur agroalimentaire, contrôlé par la Pemex.